# Mus fernandoni
Mus fernandoni és una espècie de mamífer rosegador de la família dels múrids. És endèmic de Sri Lanka, on viu a altituds d'aproximadament 1.000 msnm. Es tracta d'un animal nocturn. Els seus hàbitats naturals són els boscos i matollars de diferents tipus. Està amenaçat per l'augment en l'ús dels pesticides, l'activitat humana i els depredadors domèstics. Aquest tàxon fou anomenat en honor del col·leccionista E. C. Fernando.